# Busdriver
Busdriver, de son vrai nom Regan Farquhar, né le 12 février 1978 à Los Angeles, en Californie, est un rappeur et producteur américain. Il est connu pour son flow rapide, souple et aux influences free jazz.

## Biographie
Né à Los Angeles, Regan Farquhar se lance très jeune dans le hip-hop, son père Ralph Farquhar ayant travaillé sur le film Krush Groove. Il se lance dans le rap à neuf ans. À 13 ans, il devient membre du groupe 4/29, inspiré des émeutes de Los Angeles en 1992. À 16 ans, il se joint à Project Blowed.
L'album solo de Busdriver, Temporary Forever, est publié en 2002. Il publie Cosmic Cleavage au label Big Dada en 2004. Busdriver publie ensuite RoadKillOvercoat au label Epitaph Records en 2007. Un autre album solo, Jhelli Beam, est publié au label ANTI- en 2009. Il est le producteur exécutif de l'album de Thirsty Fish publié en 2009, Watergate.
Busdriver publie une mixtape gratuite Computer Cooties en 2010. Il forme également un groupe nommé Physical Forms avec Jeff Byron, ancien membre de The Mae Shi, la même année. Physical Forms publie un single, Hoofdriver, avec Deerhoof au label Polyvinyl Records. Un autre des projets de Busdriver s'appelle Flash Bang Grenada, une collaboration avec le rappeur Nocando. Le duo publie son premier album, 10 Haters, au label Hellfyre Club en 2011.
L'album solo de Busdriver, Beaus$Eros, est publié au label Fake Four Inc. en 2012. Il publie un EP gratuit, Arguments with Dreams, plus tard dans l'année. En 2014, il publie Perfect Hair au label Big Dada.

## Discographie
- 2001 : Memoirs of the Elephant Man (en)
- 2001 : This Machine Kills Fascist
- 2002 : This Machine Kills Fashion Tips
- 2002 : Temporary Forever
- 2003 : The Weather (avec Radioinactive et Daedelus)
- 2004 : Cosmic Cleavage
- 2005 : Fear of a Black Tangent
- 2006 : Taxed Jumper Mix
- 2007 : Road Kill Overcoat
- 2009 : Jhelli Beam
- 2010 : Computer Cooties (mixtape)
- 2012 : Beaus$Eros (en)
- 2014 : Perfect Hair (en)
- 2015 : Vidal Folder (mixtape)
- 2015 : Thumbs (mixtape)
- 2018 : Electricity Is on Our Side
- 2023 : Made in Love